# Rotstomben van Kanytelis
De rotstomben van Kanytelis (Turks: Çanakçı Kaya Mezarları) zijn rotstomben gelegen op de vroegere cilische / Olbaanse eilandstad Kanytelis en liggen nabij het zinkgat van deze stad. De graven zijn gebeeldhouwd in de rotsen in nabijheid van een paralelweg van de D400 en liggen ongeveer op 225 meter boven de zeespiegel. De stad Kumkuyu ligt op zes kilometer afstand, Erdemil op 19 kilometer en Mersin op 56 kilometer.
De graven werden uitgehouwen rond de 2e eeuw na Christus, tijdens de periode van het Romeinse rijk. Elk graf heeft een rechthoekige opening. Potentiële grafrovers werden vervloekt. Deze vervloekingen zijn met Inscripties boven de deurposten geschreven. Boven sommige deurposten die leiden tot de  graven zijn menselijke figuren uitgehouwen, die de begravenden verbeelden. Er zijn drie menselijke figuren in nissen bij elkaar te vinden. Daarnaast ook nog een nis, waarop twee menselijke figuren zijn te vinden. De graven doen denken aan de eerdere woningen van de mensen en waren dus woningen voor het hiernamaals.